# شب‌های سرخ
شب‌های سرخ (انگلیسی: Red Nights) یک فیلم در ژانر جنایی، ترسناک، رزمی، و درام است که در سال ۲۰۱۰ منتشر شد. از بازیگران آن می‌توان به فردریک بل و کارول برانا اشاره کرد.